# Fernando Liuzzi
Fernando Liuzzi (Senigallia, 19 dicembre 1884 – Firenze, 6 ottobre 1940) è stato un compositore e musicologo italiano.

## Biografia
Di origine ebraica, studiò al Liceo "Padre Martini" di Bologna, allora presieduto da Giuseppe Martucci. Studiò pianoforte e composizione con Guido Alberto Fano a Bologna e con Felix Mottl e Max Reger a Monaco di Baviera. Ottenne nel 1908 il diploma di composizione presso il Conservatorio di Parma.
Scrisse un'importante raccolta di saggi di Estetica della Musica. Docente in varie università italiane, ebbe uno spiccato interesse per la musica medioevale: in particolare curò l'edizione del Laudario di Cortona. Autore di diversi lavori per pianoforte e musica da camera, in particolare una sonata per violino e pianoforte e diverse liriche per canto e pianoforte. Fu cognato di Mario Castelnuovo-Tedesco.